# Sing (Filmreihe)
Sing ist eine amerikanische Filmreihe, welche von Garth Jennings inszeniert und von Illumination Entertainment produziert wurde. Sie verfügt in der Originalfassung (Englisch) über die Stimmen von Matthew McConaughey, Reese Witherspoon, Scarlett Johansson, Nick Kroll, Taron Egerton und Tori Kelly unter anderem. Der erste Film, Sing, wurde am 21. Dezember 2016 veröffentlicht und erhielt positive Kritiken von Kritikern. Der zweite Film, Sing 2, wurde am 22. Dezember 2021 veröffentlicht. Die Filmreihe hat weltweit 1 Milliarde US-Dollar eingespielt. Außerdem befindet sich aktuell ein dritter Film mit dem Arbeitstitel Sing 3 in Entwicklung.
Das Franchise spielt in einer Welt, die von sprechenden, anthropomorphen Tieren bewohnt wird. Es geht um einem Koala namens Buster Moon, der mit Hilfe anderer Tiere Live-Theateraufführungen veranstaltet, die größtenteils Gesang umfassen.

## Filme
| Film   | Veröffentlichungsdatum (Deutschland) | Regisseur      | Drehbuchautor  | Produzent(en)                    |
| ------ | ------------------------------------ | -------------- | -------------- | -------------------------------- |
| Sing   | 8. Dezember 2016 (08.12.2016)        | Garth Jennings | Garth Jennings | Chris Meledandri und Janet Healy |
| Sing 2 | 20. Januar 2022 (20.01.2022)         | Garth Jennings | Garth Jennings | Chris Meledandri und Janet Healy |

### Sing(2016)
Um sein Theater zu retten, beschließt ein Koala namens Buster Moon, einen Gesangswettbewerb zu veranstalten, um es aus den Schulden zu holen.

### Sing 2(2022)
Buster Moon und seine Theatertruppe haben es nun darauf abgesehen, eine neue Show im Crystal Tower Theater in einer glamourösen Großstadt namens Redshore City aufzuführen. Allerdings müssen sie dafür Clay Calloway, einen lange zurückgezogenen Rockstar-Löwen, dazu bringen, auf die große Bühne zurückzukehren und ein Teil der Show zu werden.

### Sing 3
Im April 2023 wurde von Chris Meledandri offiziell ankündigt, dass ein 3. Film "tief in der Entwicklung stecke".

## Kurzfilme

### Gunter babysittet(2017)
Als Mini-Film in der DVD- und Blu-ray-Veröffentlichung von Sing enthalten, konzentriert sich der Kurzfilm auf Gunther, der anbietet, auf Rositas und Normans Ferkel aufzupassen, während sie weg sind, sich aber schnell überfordert fühlt.

### Liebe auf den ersten Blick(2017)
Als Mini-Film in der DVD- und Blu-ray-Veröffentlichung von Sing enthalten, konzentriert sich der Kurzfilm auf Miss Crawly, die von Johnny auf einer Onlinedating-Website angemeldet wurde, um einen Partner zu finden.

### Eddie's Life Coach(2017)
Als Mini-Film in der DVD- und Blu-ray-Veröffentlichung von Sing enthalten, konzentriert sich der Kurzfilm auf Eddie, welcher von seiner Mutter einen digitalen Life-Coach zugeteilt bekommt, um sein Lebensstil zu verbessern. Denn sonst fliegt er raus.

### Come Home(2021)
Come Home ist ein Kurzfilm, der in Zusammenarbeit mit Comcast und Xfinity (beide Tochtergesellschaften von Universal) erstellt und als Promo für Sing 2 vor dessen Veröffentlichung herausgebracht wurde. In Deutschland war er nicht zu sehen, da es keine deutsche Version des Kurzfilms gibt. Er handelt von einer Hundemutter namens Angie, gesprochen von Keke Palmer, die während der Feiertage versucht, nach Hause zu ihrer Familie zu kommen. Eine Coverversion von Christmas (Baby Please Come Home), gesungen von Keke Palmer, Taron Egerton, Scarlett Johansson, Reese Witherspoon und Tori Kelly, ist im Sing 2 Soundtrack enthalten.

### Nur für Gunthers Augen(2022)
Als Mini-Film in der DVD- und Blu-ray-Veröffentlichung von Sing 2 enthalten, konzentriert sich der Kurzfilm auf Johnny und Gunter, die eine Hypnoseshow in Redshore City besuchen, bei der Gunter hypnotisiert wird und glaubt, er sei ein Geheimagent.

### Tierisch anziehend(2022)
Als Mini-Film in der DVD- und Blu-ray-Veröffentlichung von Sing 2 enthalten, konzentriert sich der Kurzfilm auf Darius, der einen Werbespot dreht, während er auf die Bestätigung für eine Rolle wartet, für die er sich beworben hat, aber immer wieder Fehler macht.

### Sing: Thriller(2024)
Sing: Thriller ist ein Kurzfilm, der am 16. Oktober 2024 auf Netflix veröffentlicht wurde. Inspiriert von dem Musikvideo zu Michael Jacksons "Thriller" konzentriert sich der Kurzfilm auf Buster Moon und seine Theaterfreunde, die von Clay Calloway zu einer Halloween-Party eingeladen werden, wo sie später entdecken, dass ein mysteriöser Schleim Clay und seine Gäste in tanzende Zombies verwandelt hat.

## Freizeitpark Attraktion
Sing on Tour ist eine musikalische Bühnenshow-Attraktion in den Universal Studios Japan und den Universal Studios Beijing. Die Attraktion bietet Darsteller in Maskottchenkostümen aller Hauptcharaktere des ersten Films und beinhaltet die Stimmen der japanischen und chinesischen Synchronfassungen des Films.
Der Bau der japanischen Iteration der Attraktion im neuen "Illumination Theater" begann im September 2018 und ersetzte die seit langem eingestellte Monster Make-Up-Show der Universal Studios Japan. Die Attraktion wurde während der Bauphase am 5. Dezember 2018 angekündigt und eröffnete dann am 18. April 2019. Die Iteration in Peking wurde am 20. Oktober 2020 bestätigt und eröffnete im Minion Land des Parks am 20. September 2021.

## Besetzung und Stab

### Besetzung
Diese Tabelle beinhaltet die Hauptcharaktere des Franchises, mit Angabe zur englischen und deutschen Synchronisation (jeweils Englisch links, Deutsch rechts).
| Charakter          | Filme                                          | Filme                | Filme               | Filme                | Kurzfilme         | Kurzfilme            | Kurzfilme                  | Kurzfilme                  | Kurzfilme          | Kurzfilme          | Kurzfilme           | Kurzfilme              | Kurzfilme              | Kurzfilme          | Kurzfilme          | Kurzfilme           | Kurzfilme          |
| Charakter          | Sing                                           | Sing                 | Sing 2              | Sing 2               | Gunter babysittet | Gunter babysittet    | Liebe auf den ersten Blick | Liebe auf den ersten Blick | Eddie's Life Coach | Eddie's Life Coach | Come Home           | Nur für Gunthers Augen | Nur für Gunthers Augen | Tierisch anziehend | Tierisch anziehend | Sing: Thriller      | Sing: Thriller     |
| Charakter          | Englisch                                       | Deutsch              | Englisch            | Deutsch              | Englisch          | Deutsch              | Englisch                   | Deutsch                    | Englisch           | Deutsch            | Englisch            | Englisch               | Deutsch                | Englisch           | Deutsch            | Englisch            | Deutsch            |
| ------------------ | ---------------------------------------------- | -------------------- | ------------------- | -------------------- | ----------------- | -------------------- | -------------------------- | -------------------------- | ------------------ | ------------------ | ------------------- | ---------------------- | ---------------------- | ------------------ | ------------------ | ------------------- | ------------------ |
| Buster Moon        | Matthew McConaughey                            | Daniel Hartwich      | Matthew McConaughey | Bastian Pastewka     | -                 | -                    | -                          | -                          | -                  | -                  | Matthew McConaughey | -                      | -                      | -                  | -                  | Matthew McConaughey | Karlo Hackenberger |
| Rosita             | Reese Witherspoon                              | Alexandra Maria Lara | Reese Witherspoon   | Alexandra Maria Lara | Reese Witherspoon | Alexandra Maria Lara | -                          | -                          | -                  | -                  | Reese Witherspoon   | -                      | -                      | -                  | -                  | -                   | -                  |
| Ash                | Scarlett Johansson                             | Stefanie Kloß        | Scarlett Johansson  | Stefanie Kloß        | -                 | -                    | -                          | -                          | -                  | -                  | stumm               | -                      | -                      | -                  | -                  | Scarlett Johansson  | Ilona Otto         |
| Johnny             | Taron Egerton                                  | Patrick Baehr        | Taron Egerton       | Patrick Baehr        | -                 | -                    | Taron Egerton              | Patrick Baehr              | -                  | -                  | Taron Egerton       | Taron Egerton          | Patrick Baehr          | -                  | -                  | Taron Egerton       | Patrick Baehr      |
| Meena              | Tori Kelly                                     | Maximiliane Häcke    | Tori Kelly          | Maximiliane Häcke    | -                 | -                    | -                          | -                          | -                  | -                  | Tori Kelly          | -                      | -                      | -                  | -                  | Tori Kelly          | Maximiliane Häcke  |
| Gunter             | Nick Kroll                                     | Christian Gaul       | Nick Kroll          | Christian Gaul       | Nick Kroll        | Christian Gaul       | -                          | -                          | -                  | -                  | stumm               | Nick Kroll             | Christian Gaul         | -                  | -                  | Nick Kroll          | Christian Gaul     |
| Miss Crawly        | Garth Jennings                                 | Katharina Thalbach   | Garth Jennings      | Katharina Thalbach   | -                 | -                    | Garth Jennings             | Katharina Thalbach         | -                  | -                  | stumm               | -                      | -                      | -                  | -                  | Garth Jennings      | Katrin Fröhlich    |
| Nana Noodleman     | Jennifer Saunders (alt) Jennifer Hudson (jung) | Iris Berben          | -                   | -                    | -                 | -                    | -                          | -                          | -                  | -                  | -                   | -                      | -                      | -                  | -                  | stumm               | stumm              |
| Norman             | Nick Offerman                                  | Olaf Reichmann       | Nick Offerman       | Axel Malzacher       | Nick Offerman     | Olaf Reichmann       | -                          | -                          | -                  | -                  | -                   | -                      | -                      | -                  | -                  | -                   | -                  |
| Big Daddy          | Peter Serafinowicz                             | Tilo Schmitz         | Peter Serafinowicz  | Tilo Schmitz         | -                 | -                    | -                          | -                          | -                  | -                  | -                   |                        | -                      | -                  | -                  | -                   | -                  |
| Mike               | Seth MacFarlane                                | Klaas Heufer-Umlauf  | -                   | -                    | -                 | -                    | -                          | -                          | -                  | -                  | -                   | -                      | -                      | -                  | -                  | stumm               | stumm              |
| Eddie Noodleman    | John C. Reilly                                 | Olli Schulz          | -                   | -                    | -                 | -                    | -                          | -                          | John C. Reilly     | Olli Schulz        | -                   | -                      | -                      | -                  | -                  | stumm               | stumm              |
| Lance              | Beck Bennett                                   | inscope21            | -                   | -                    | -                 | -                    | -                          | -                          | -                  | -                  | -                   | -                      | -                      | -                  | -                  | -                   | -                  |
| Meena's Mutter     | Leslie Jones                                   | Almut Zydra          | -                   | -                    | -                 | -                    | -                          | -                          | -                  | -                  | -                   | -                      | -                      | -                  | -                  | -                   | -                  |
| Meena's Großvater  | Jay Pharoah                                    | Michael Ernst        | -                   | -                    | -                 | -                    | -                          | -                          | -                  | -                  | -                   | -                      | -                      | -                  | -                  | -                   | -                  |
| Meena's Großmutter | Laraine Newman                                 | Heike Schroetter     | -                   | -                    | -                 | -                    | -                          | -                          | -                  |                    | -                   | -                      | -                      | -                  | -                  | -                   | -                  |
| Jimmy Crystal      | -                                              | -                    | Bobby Cannavale     | Wotan Wilke Möhring  | -                 | -                    | -                          | -                          | -                  | -                  | -                   | -                      | -                      | -                  | -                  | -                   | -                  |
| Clay Calloway      | -                                              | -                    | Bono                | Peter Maffay         | -                 | -                    | -                          | -                          | -                  | -                  | -                   | -                      | -                      | -                  | -                  | stumm               | stumm              |
| Alfonso            | -                                              | -                    | Pharrell Williams   | Luca Hänni           | -                 | -                    | -                          | -                          | -                  | -                  | -                   | -                      | -                      | -                  | -                  | -                   | -                  |
| Suki Lane          | -                                              | -                    | Chelsea Peretti     | Bianca Krahl         | -                 | -                    | -                          | -                          | -                  | -                  | -                   | -                      | -                      | -                  | -                  | stumm               | stumm              |
| Darius             | -                                              | -                    | Eric André          | Manuel Straube       | -                 | -                    | -                          | -                          | -                  | -                  | Eric André          | -                      | -                      | Eric André         | Manuel Straube     | stumm               | stumm              |
| Nooshy             | -                                              | -                    | Letitia Wright      | Julia Beautx         | -                 | -                    | -                          | -                          | -                  | -                  | stumm               | -                      | -                      | -                  | -                  | stumm               | stumm              |
| Porsha Crystal     | -                                              | -                    | Halsey              | Victoria Swarovski   | -                 | -                    | -                          | -                          | -                  | -                  | -                   | -                      | -                      | -                  | -                  | stumm               | stumm              |

### Stab
| Role                | Filme                                            | Filme                                            |
| Role                | Sing                                             | Sing 2                                           |
| Role                | 2016                                             | 2021                                             |
| ------------------- | ------------------------------------------------ | ------------------------------------------------ |
| Regisseur(e)        | Garth Jennings Co-Regisseur Christophe Lourdelet | Garth Jennings Co-Regisseur Christophe Lourdelet |
| Produzent(en)       | Chris Meledandri Janet Healy                     | Chris Meledandri Janet Healy                     |
| Autor               | Garth Jennings                                   | Garth Jennings                                   |
| Musik               | Joby Talbot                                      | Joby Talbot                                      |
| Bearbeitung/Schnitt | Gregory Perler                                   | Gregory Perler                                   |
| Produktionsfirma    | Illumination                                     | Illumination                                     |
| Vertrieb            | Universal Pictures                               | Universal Pictures                               |

## Rezeption

### Einspielergebnisse
| Film   | Veröffentlichungsdatum  | Kinokasseneinnahmen | Kinokasseneinnahmen | Kinokasseneinnahmen | Budget       | Ref.   |
| Film   | Veröffentlichungsdatum  | USA                 | Deutschland         | Weltweit            | Budget       | Ref.   |
| ------ | ----------------------- | ------------------- | ------------------- | ------------------- | ------------ | ------ |
| Sing   | 21. Dezember 2016 (USA) | ca. 270,578,000 €   | ca. 20,264,000 €    | ca. 634,338,000 €   | $75 million  | [ 15 ] |
| Sing 2 | 22. Dezember 2021 (USA) | ca. 162,791,000 €   | ca. 12,483,000 €    | ca. 408,403,000 €   | $85 million  | [ 16 ] |
| Total  | Total                   | ca. 433,369,000 €   | ca. 32,747,000 €    | ca. 1,042,741,000 € | $160 million | -      |

### Kritik und Reaktion der Fans
Sing erreichte bei Filmstarts eine Bewertung von 3,9 von 5 Sternen, bei Moviepilot 6,8 von 10.
Sing 2 erreichte bei Filmstarts eine Bewertung von 4 von 5 Sternen, bei Film-Rezensionen.de 7,4 von 10.
Beide Filme erreichten in Deutschland Platz 1 der Kinocharts.